# Peine (Allemagne)
Pour les articles homonymes, voir Peine.
Peine est une ville d'Allemagne du Nord, dans le land de Basse-Saxe. Fondée vers 1220 la ville compte environ 50 460 habitants (2021). Elle est le chef-lieu du district du même nom, connue surtout pour son industrie de l'acier.

## Géographie

### Situation géographique
La ville se trouve sur la Fuhse entre le Harz et les Landes de Lunebourg ainsi qu'entre les deux plus grands centres de Basse-Saxe, à 40 kilomètres à l'est de Hanovre, la capitale, et 25 kilomètres à l'ouest de Brunswick. Les autres grandes villes à proximité sont Hildesheim, Salzgitter, Wolfsbourg et Celle. Cette position intéressante faisait de Peine depuis sa fondation une ville convoitée par les souverains des environs, aussi a-t-elle été impliquée dans de nombreux conflits.
Peine a une superficie de 119,51 km2 et une densité de population de 417 habitants au km2. Elle est située à environ 70 mètres d'altitude.

### Divisions de la ville
À la ville de Peine appartiennent les localités et les quartiers suivants : Berkum, le centre-ville, Dungelbeck, Duttenstedt, Eixe, Essinghausen, Handorf, Röhrse, Rosenthal, Schmedenstedt, Schwicheldt, Stederdorf, Telgte, Vöhrum/Landwehr, Wendesse et Woltorf. Le centre-ville lui-même a plus de 25 000 habitants.

## Histoire
| Appartenances historiques Principauté épiscopale d'Hildesheim 1260-1803 Royaume de Prusse 1803-1807 Royaume de Westphalie 1807-1813 Royaume de Hanovre 1814-1866 Royaume de Prusse (Province de Hanovre) 1866-1918 République de Weimar 1918-1933 Reich allemand 1933-1945 Allemagne occupée 1945-1949 Allemagne 1949-présent |

### Fondation
Un document de 1130 mentionne pour la première fois Berthold de Pagin, qui était un ministériel de Lothaire III souverain du Saint-Empire. Il a probablement fait construire le château de Peine à cette époque. C'est pourquoi le nom de Peine est probablement une déformation de Pagin. Malgré tout, il n'est pas possible de préciser l'année de fondation exacte en raison du manque de documents, et il est donc possible que la fondation de la ville soit antérieure.
Pour 1202, la chronique de Hildesheim nous parle d'une querelle privée entre l'évêque Hartbert de Hildesheim et les frères Ekbert et Gunzelin de Wolfenbüttel. Gunzelin en sort vainqueur et obtient de l'évêque Hartbert l'investiture du château et du comté de Peine.
Sur une langue de terre au sud de ce château, il fonde vers 1220 ce qui est aujourd'hui la ville de Peine. Depuis 1223 elle possède les droits urbains. Entre autres ses armoiries renvoient à Gunzelin. En 1256 le duc Albrecht de Brunswick-Lunebourg conquiert la ville. Les fils de Gunzelin perdent le fief de Peine après la mort de leur père, en 1260, au profit de l'évêché de Hildesheim ; Otto Ier de Brunswick-Lunebourg, évêque de Hildesheim (1260 – 1279) donne en fief au comte Wedekind de Poppenbourg le château, la ville et le comté de Peine. Par là Peine entre définitivement dans la sphère d'influence de la principauté épiscopale de Hildesheim et devient en même temps un marché.
Dès 1260 Peine possède le droit de battre monnaie et, avec des interruptions, garde jusqu'à 1428 un hôtel de la Monnaie de Hildesheim. En 1954 y ont été découvertes de nombreuses pièces d'argent remontant au XIVe siècle, ce qui est une marque de la prospérité de la ville à cette époque.

## Jumelages
- Heywood (Royaume-Uni) depuis 1967
- Aschersleben (Allemagne) depuis 1990
- Tripoli (Grèce) depuis 2000